# Ea Dắh
Ea Dắh là một xã thuộc huyện Krông Năng, tỉnh Đắk Lắk, Việt Nam.

## Địa lý
Xã Ea Dắh có vị trí địa lý: 
- Phía đông và phía nam giáp huyện Ea Kar
- Phía tây giáp thị trấn Krông Năng và xã Phú Xuân
- Phía bắc giáp các xã Tam Giang, Ea Puk.

Xã Ea Dắh có diện tích 52,24 km², dân số năm 2005 là 5.361 người, mật độ dân số đạt 103 người/km².

## Lịch sử
Thành lập vào năm 2005 dựa theo Nghị định số 40/2005/NĐ-CP ngày 23 tháng 3 năm 2005 của Chính phủ Việt Nam về việc điều chỉnh địa giới hành chính, thành lập các xã thuộc huyện Krông Ana, Ea Kar, Krông Năng, tỉnh Đắk Lắk. Xã Ea Dăh dựa trên diện tích và nhân khẩu của hai xã Phú Xuân, Tam Giang, huyện Krông Năng.